# Sitio de Alaejos
El  sitio de Alaejos fue un intento de toma la fortaleza de dicha ciudad por parte de las tropas comuneras de Medina del Campo y otras ciudades rebeldes, que se desarrolló desde octubre hasta comienzos de diciembre de 1520, en el marco de la Guerra de las Comunidades de Castilla. 
Medina del Campo se había unido a la rebelión a finales de agosto, tras el incendio perpetrado por las fuerzas realistas de Antonio de Fonseca. Cuando el alcalde de Alaejos se negó a entregar la fortaleza de la villa, ya que era propiedad del tal Fonseca, la Santa Junta ordenó iniciar los preparativos militares para tomarla por la fuerza. La poca utilización que se le dio a la artillería y las dificultades que se presentaron a la hora de pagar a los soldados terminaron por hacer fracasar la operación a comienzos del mes de diciembre. 

## Situación previa
El incendio de Medina del Campo, perpetrado por las tropas realistas de Antonio de Fonseca el 21 de agosto de 1520, no solo expandió el movimiento comunero por toda Castilla sino que llevó lógicamente a que la propia Medina se levantase por los rebeldes. La Junta comunera —Santa Junta— reunida en Tordesillas, abrió un proceso contra Fonseca por dicho suceso y ordenó el 30 de septiembre la confiscación de sus villas y fortalezas, entre ellas, Alaejos.
Al día siguiente, 1 de octubre, el emisario Alonso de Alderete se personó en la villa de Alaejos para presentarle al alcalde de la fortaleza, Gonzalo Vela, la provisión expedida por la Junta la jornada anterior. No obstante, y tras haber recibido una copia de la misma, el alcalde se negó a obedecerla y le pidió a Alderete que se marchase de la villa. Estando él en la localidad de Siete Iglesias de Trabancos, se le presentaron dos ciudadanos de Alaejos, Gómez de Perlínez y Juan de Lobado, diciéndole que el concejo de la villa se mostraba dispuesto a cumplir las órdenes de la Junta, pero el temor que les inspiraba el alcalde de la fortaleza les impedía hacerlo. Fue entonces cuando ambos emisarios recomendaron cercar el castillo y se ofrecieron en ayuda de los comuneros para realizar la operación.
La respuesta de la Junta no se hizo esperar. El 3 de octubre ordenó a todos sus ejércitos tomar la villa y la fortaleza de Alaejos, pacificamente y procurando que fuese sin daño.

## Preparativos militares
Los preparativos para poner a punto el artillería se habían iniciado ya en el mes de septiembre, durante la estancia transitoria de los procuradores de la Junta en Medina. También era necesario proveerse de municiones, así que en octubre el vecino Cristóbal de Zapardiel recibió la orden de dirigirse a Mondragón (en Guipúzcoa) y adquirir por un precio de 600 000 maravedíes unas 4000 pelotas de artillería. Claro que Medina no podía solventar el gasto total por sí sola, por lo que en este caso intervino la Junta de Tordesillas decidiendo comprar la mitad de las municiones y pidiendo paciencia a los proveedores para que esperasen que la ciudad de las ferias les pagase poco a poco. El 10 de octubre Medina comunicó la puesta a punto de la artillería, e inmediatamente la Junta expidió una provisión para que comenzase el asedio. El día 12 los medinenses salieron en dirección a Alaejos. El transporte de la artillería y demás tareas estuvo a cargo la tierra de Medina, que aportó mil peones, mil pares de mulas y mil carretas. Posteriormente, durante el cerco, se encargó también de suministrar pan cocido a los atacantes.

## El sitio

### Tropas
Al comienzo, el cerco de la fortaleza de Alaejos lo llevaron a cabo solo tropas medinenses, capitaneadas por Luis de Quintanilla y Francisco de Mercado y con un tal Girivas como mayordomo de la artillería, pero muy pronto se le sumaron soldados segovianos, mandados por Juan Bravo, abulenses, a cuyo frente estaba Suero del Águila, y también de otras ciudades en rebelión como Toledo y Salamanca. Valladolid, sin embargo, no mostró mucho entusiasmo en esta empresa y ni siquiera envió a tiempo los soldados requeridos, a pesar de que el capitán Diego de Quiñones se encontraba en Medina desde inicios de septiembre. El día 20 el concejo medinense despachó al licenciado Alonso García del Rincón y a Pedro de Villafrades para comunicar a Valladolid que no había suficientes soldados para asaltar la fortaleza. El mismo día la Junta le recriminó a la ciudad que sus fuerzas se dirigiesen a Laguna de Duero y no hacia Alaejos, donde realmente eran necesarias. Y el 21 fue el procurador vallisoletano Alonso de Saravia, quien se quejó amargamente de que pese a las insistencias, Valladolid no se decidía a enviar sus soldados a Alaejos.

### Deserciones y dificultades financieras
Ante esta situación, la Junta ordenó que no se disparase la artillería hasta asegurar frente a la fortaleza el contingente militar necesario. Sin embargo, la falta de dinero para pagar a las tropas condujo a la deserción de Toledo, Salamanca (cuyos hombres se retiraron a León) y Segovia. El 27 de octubre los capitanes de Medina del Campo —ciudad que se había quedado prácticamente sola en el cerco— reclamaron a la Junta dinero urgente para pagar a sus soldados, pues los once días por los que fueron renumerados al salir habían pasado y corría el peligro de que desertasen como los demás. Dos días después, Alonso de Cuéllar repitió las mismas quejas.

### Reacciones del poder real
En el bando realista, el regente Adriano de Utrecht, a pesar de que recientemente el alcaide había salido victorioso de un combate, era pesimista; y así se lo comentaba al rey en una carta del 16 de noviembre. Pensaba que la fortaleza no aguantaría mucho tiempo ante la presión de los comuneros; por lo que le aconsejó que amenazase a Medina con privarla de sus ferias en el caso de que no retornase a la obediencia real; de ese modo se conseguiría también el artillería. Además, envió a Francisco Díez de Mercado a Alaejos para instar a los atacantes a levantar el cerco. La maniobra fue mal acogida por los medinenses y Díez estuvo a punto de ser linchado.

### Ejecución de Bobadilla

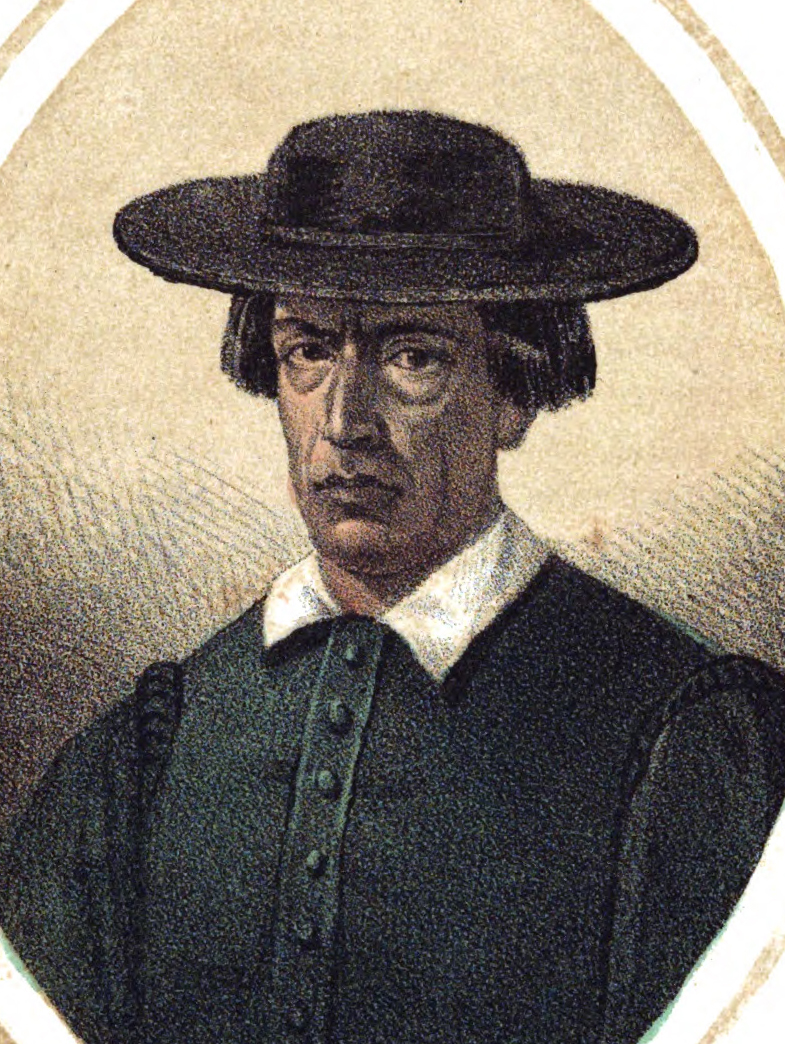
Retrato extemporáneo de Bobadilla en una obra del siglo

En el mes de noviembre se mantuvo la presión sobre la fortaleza, pero los medinenses no se decidieron a un ataque frontal y directo ni a utilizar la artillería con determinación:

El parque, al mando del capitán Luis de Quintanilla, se dirigió contra Alaejos en una operación de castigo. Pero resulta sorprendente que tratándose del mejor parque de artillería fuese incapaz de tomar la fortaleza. Hubo ciertamente algunos combates y escaramuzas, pero no se empleó el artillería con decisión. ¿Fue traición por parte de Luis de Quintanilla? La verdad no aparece clara, pero sospechamos que elementos en el bando comunero impidieron la caída de la fortaleza.
Carlos Álvarez García, La revolución de las Comunidades de Castilla en Medina del Campo.

En una de las escaramuzas resultó preso el tundidor Bobadilla, uno de los jefes populares más temidos de Medina. Días después y sin proceso previo fue ahorcado y su cuerpo colgado en las almenas más altas de la fortaleza.
En todo momento la Junta ordenó a los atacantes que dispensasen de un buen trato a los vecinos de Alaejos, e incluso envió al alcalde Pedro de Soto para que castigase algunos abusos cometidos.

### Fin del asedio
En noviembre las dificultades financieras no fueron solventadas ni mucho menos, por lo que los comuneros debieron recurrir a los préstamos forzosos. El 26 de noviembre fueron tomados en Medina del Campo de la iglesia de San Antolín 260 ducados de oro para el pago de las soldadas.
Por esos días el capitán Luis de Quintanilla debió abandonar el cerco de Alaejos. Con la toma de Tordesillas por los realistas el 5 de diciembre se marchó también Suero del Águila y el asedio terminó, tal como el almirante de Castilla lo confirmó al rey el 16 de diciembre.

## Repercusiones

### Luis de Quintanilla
En 1522 los vecinos de Alaejos reclamaron una indemnización por los daños sufridos durante el cerco: robos de pan, vino y madera, tala de montes, impedimentos para sembrar y vendimiar etc; el importe fue valorado en más de 100 000 ducados. Para que se hiciese cargo del asunto los virreyes castellanos comisionaron el 22 de marzo al licenciado Gonzalo García de Gallegos. Este juez informó entonces a los concejos de Segovia y de Ávila, a sus capitanes y a una serie de vecinos, la demanda presentada por el procurador de Alaejos, Bernal Monge. En julio de 1522 también solicitó a Quintanilla la parte que le correspondía pagar de las indemnizaciones. Pero el medinense se negó. Primero, sacó a la discusión los daños que había sufrido durante el incendio de Fonseca, y segundo, justificó su actitud pasada alegando que si había ido como capitán al cerco de Alaejos, fue por temor a que lo matasen. El 7 de julio se dio cédula para el citado juez aconsejándole que se mostrase comprensivo hacia Quintanilla.

### El artillero Girivas
El 28 de febrero de 1522 se mandó proceder contra el artillero Girivas, preso en Olmedo. Fue ejecutado probablemente en el mes de agosto.

### Libros
- Pérez, Joseph (1977). La revolución de las Comunidades de Castilla (1520-1521). Siglo XXI de España Editores. ISBN 9788432302855.

- Danvila y Collado, Manuel (1899). Historia crítica y documentada de las Comunidades de Castilla, volumen V. Colección de documentos, opúsculos, y antigüedades que publica la Real Academia de Historia; 35-40. Madrid: Memorial Histórico Español.

### Publicaciones
- Álvarez García, Carlos (1986). «La revolución de las Comunidades de Castilla en Medina del Campo». Historia de Medina del Campo y su tierra (Junta de Castilla y León, Valladolid) 1: 471-576.

- Datos: Q48781988